# Peter Cowan
Peter Walkinshaw Cowan AM (* 4. November 1914 in Perth, Western Australia; † 6. Juni 2002) war ein australischer Schriftsteller.

## Leben
Die Großmutter von Peter Cowan war Edith Dircksey Cowan, die erste weibliche Parlamentsangehörige in einem australischen Parlament; nach ihr ist eine Universität in Australien benannt.
Cowan war der einzige Sohn von Norman Walkinshaw Cowan und Marie Emily Johnston. Er studierte am Perth Technical College 1938 und schloss mit einem Bachelor an der University of Western Australia ab. Peter Cowan war mit Edie Howard verheiratet und hatte mit ihr einen Sohn, Julian. Er meldete sich freiwillig zum Militärdienst im Zweiten Weltkrieg, wurde allerdings aus gesundheitlichen Gründen abgelehnt. Er arbeitete zeitweise als Lehrer.

## Auszeichnungen
1963 wurde Peter Cowan ein Commonwealth Literary Fund Fellowship gewährt, um seinen ersten Roman Summer zu schreiben. 1987 wurde er zum Member of the Order of Australia ernannt und 1992 erhielt er den Patrick White Award for an Australian Writer of Great Distinction. Die Edith Cowan University ernannte ihn zum Ehrendoktor für Philosophie im Jahr 1995.

## Werke (Auswahl)
In seinen Romanen und Kurzgeschichten beschreibt Cowan die soziale und kulturelle Isolation des Einzelnen in der Gesellschaft.

### Kurzgeschichten
- Drift (1944)
- The unploughed land (1958)
- The empty street (1965)
- The tins and other stories (1973)
- Mobiles (1979)

### Romane
- Summer (1964)
- Seed (1966)
- The Colour of Sky (1986)
- The Hills of Apollo Bay (1989)

### Biografien
- A unique position, a biography of Edith Dircksey Cowan, 1861-1932 (1978)
- Maitland Brown: A View of Nineteenth Century Western Australia (1988)